# Paul Metzger (Theologe)
Paul Metzger (* 24. Juli 1973 in Meisenheim am Glan) ist ein deutscher Theologe und Pfarrer der Evangelischen Kirche der Pfalz. Er ist Dekan des Kirchenbezirks Ludwigshafen.

## Leben
Metzger wuchs in Roth (Kreis Bad Kreuznach) und Kaiserslautern auf. Er studierte Evangelische Theologie an der Kirchlichen Hochschule Bethel (Bielefeld), der Universität Marburg, der Facoltà Valdese di Teologia in Rom und der Universität Heidelberg.
Von 2000 bis 2005 war er Wissenschaftlicher Mitarbeiter am Fachbereich Evangelische Theologie an der Johannes Gutenberg-Universität Mainz bei Otto Böcher und Christof Landmesser. Er wurde 2004 mit einer Arbeit über „Katechon. 2. Thess 2,1-12 im Horizont apokalyptischen Denkens“ promoviert. Für seine Dissertation erhielt er 2005 den Preis der Johannes Gutenberg-Universität Mainz. Von 2005 bis 2008 absolvierte er sein Vikariat in der Evangelischen Kirche der Pfalz. 2008 bis 2009 arbeitete er als Lehrkraft für besondere Aufgaben (Neues Testament und Bibeldidaktik) am Institut für Evangelische Theologie der Universität Koblenz-Landau (Campus Koblenz). Seitdem lehrt er als Lehrbeauftragter in Koblenz.
Von 2009 bis 2017 war er Catholica-Referent am Konfessionskundlichen Institut des Evangelischen Bundes in Bensheim und dort für die Bereiche katholische Fundamentaltheologie, Dogmatik sowie Theologische Erkenntnislehre und Biblische Theologie verantwortlich.
Seit 2017 ist er Inhaber der Pfarrstelle Ludwigshafen-Pfingstweide.
Metzger ist Vorstandsmitglied des Pfälzischen Bibelvereins, mit zahlreichen Rundfunkandachten beteiligt an der kirchlichen Verkündigungstätigkeit im Südwestrundfunk (SWR) und Delegierter der Evangelischen Kirche der Pfalz in der Arbeitsgemeinschaft Christlicher Kirchen in Deutschland und in der Schweiz (ACK) Region Südwest.
2018 gründete er in Anlehnung an ein Format des Evangelischen Erwachsenenbildungswerks Nordrhein die „Laien-Uni Theologie Pfalz“, die es interessierten Personen ermöglicht, auf elementarer Basis Theologie als Wissenschaft kennenzulernen.
Metzger wurde am 26. November 2021 zum neuen Dekan des Kirchenbezirks Ludwigshafen gewählt. Er trat dieses Amt am 1. Mai 2022 an.

## Schriften
- Katechon. II Thess 2,1-12 im Horizont apokalyptischen Denkens. BZNW 135, Berlin/New York 2005, ISBN 978-3110184600.
- (zusammen mit Markus Risch): Bibel auslegen. Exegese für Einsteiger. Praxishandbuch Bibel, Stuttgart 2010, ISBN 978-3-7668-4147-6.
- (zusammen mit Michael Landgraf): Bibel unterrichten. Basiswissen – Bibeldidaktische Grundfragen – Elementare Bibeltexte. Praxishandbuch Bibel, Stuttgart 2011, ISBN 978-3-7668-4180-3.
- Der Teufel. Wiesbaden 2012.
- (zusammen mit Michael Landgraf und Stephan Meißner): Jesus Christus. Der Mann aus Nazareth, Einführung – Materialien – Kreativideen. ReliBausteine 6, Stuttgart 2012, ISBN 978-3-7668-4210-7.
- Brennpunkt Ökumene. Möglichkeiten am Ort. Mit einem Vorwort von Johanna Rahner und einem Nachwort von Abt Marianus Bieber, Speyer 2014, ISBN 978-3-939512-65-3.
- Sie über sich. Eine exegetische Untersuchung zur Autorität der Schrift in ökumenischer Perspektive. Tübingen 2018, ISBN 978-3772086489.
- (zusammen mit Gisa Bauer): Grundwissen Konfessionskunde. utb, Tübingen 2019, ISBN 978-3-8252-5254-0.
- Zum Teufel! - Die Frage nach dem Bösen. Tübingen 2020, ISBN 978-3-89308-461-6.
- (zusammen mit Martin Bräuer und Walter Schöpsdau): Katholizismus. Basiswissen. Bensheim 2012, ISBN 978-3-939512-44-8.